# Turgaj (rzeka)
Turgaj (ros. Тургай) – rzeka w północno-zachodnim Kazachstanie. Jej długość wynosi 825 km, powierzchnia zlewni 157 tys. km², średni przepływ w dolnym biegu 8 m³/s.
Turgaj powstaje w południowo-wschodniej części Płaskowyżu Turgajskiego z połączenia rzek Żałdama i Kara-turgaj, spływających z Pogórza Kazachskiego. Płynie na południowy zachód do Bramy Turgajskiej. Tam skręca na południe, przybiera swój jedyny większy dopływ Irgiz i kończy bieg w bezodpływowym słonym okresowym jeziorze Szałkartengyz na północnym skraju Niziny Turańskiej.
Reżim Turgaju jest śnieżny. Najwyższy stan wody występuje wiosną. Płynąc dzieli się na wiele ramion, tworząc liczne jeziora. Zamarza od połowy listopada do połowy kwietnia.